# Mia moglie preferisce suo marito
Mia moglie preferisce suo marito (Three for the Show) è un film del 1955 diretto da Henry C. Potter.

## Trama
La celebre stella del palcoscenico Julie Lowndes è una cantante e ballerina di successo, sposata con il compositore Vernon Lowndes, con cui forma anche una brillante coppia artistica. I due sono sul punto di partire per una vacanza dopo tre anni consecutivi di spettacoli trionfali a Broadway, quando accade qualcosa di inaspettato: durante l’ultima sera di spettacolo, compare Marty Stewart, il primo marito di Julie, creduto morto da due anni dopo essere stato dichiarato disperso in azione durante la guerra di Corea. Il ritorno di Marty crea scompiglio: Julie, che si era risposata in buona fede con Vernon, scopre di essere legalmente sposata con entrambi. Mentre i due uomini discutono su chi abbia il “diritto” di restare con Julie, lei si trova confusa e riluttante a scegliere, affascinata dall’idea – ironicamente scandalosa – di poter mantenere entrambi i mariti. Intorno a questo triangolo si muove anche Gwen Howard, amica e collega di Julie, che da tempo nutre un sentimento per Marty e spera di avere una possibilità con lui. A complicare ulteriormente la situazione ci pensa Mike Hudson, produttore teatrale e amico comune, ansioso di riformare il duo creativo Vernon-Marty per rilanciare un nuovo musical. Come spiega il colonnello Harold J. Wharton, anch’egli appartenente all’Aviazione come Marty, spiega che entrambi i matrimoni sono validi e che la decisione finale spetta a Julie. La protagonista è combattuta tra i due uomini che hanno rappresentato momenti diversi ma significativi della sua vita. Tra sequenze immaginifiche dal sapore esotico e numeri musicali brillanti, Julie dovrà affrontare la sua scelta con cuore e ragione.